# Helen Hellwig
Helen Rebecca Hellwig Pouch (Brooklyn, 4 marzo 1874 – New York, 26 novembre 1960) è stata una tennista statunitense.

## Carriera
Ha vinto gli U.S. National Championships 1 volta in singolare e due volte in doppio.

## Finali del Grande Slam

### Singolare

#### Vinte (1)
| Anno | Torneo             | Avversario in finale | Risultato               |
| 1894 | U.S. Championships | Aline Terry          | 7-5, 3-6, 6-0, 3-6, 6-3 |